# Seychellen op de Olympische Zomerspelen 2000
De Seychellen namen deel aan de Olympische Zomerspelen 2000 in Sydney, Australië. 

## Deelnemers en resultaten

### Atletiek
| Olympiër        | Discipline | Resultaat | Prestatie              |
| --------------- | ---------- | --------- | ---------------------- |
| Nelson Lucas    | 100m (m)   | 88e       | serie 11: 9de in 11,15 |
|                 |            |           |                        |
| Joanna Huoareau | 100m (v)   | 58e       | serie 7: 6de in 12,01  |

### Gewichtheffen
| Olympiër        | Discipline | Resultaat | Prestatie                                                      |
| --------------- | ---------- | --------- | -------------------------------------------------------------- |
| Sophia Vandagne | -58kg (v)  | 13e       | trekken: 15de met 72,5kg stoten: 13de met 87,5kg totaal: 160kg |

### Judo
| Olympiër         | Discipline | Resultaat | Prestatie                                                                                    |
| ---------------- | ---------- | --------- | -------------------------------------------------------------------------------------------- |
| Francis Labrosse | -60kg (m)  | 13e       | 1ste ronde: vrij 2de ronde: V van UZB Mukhtarov: ippon herkansingen: V van ALG Rebahi: ippon |

### Zeilen
| Olympiër       | Discipline  | Resultaat | Prestatie                                      |
| -------------- | ----------- | --------- | ---------------------------------------------- |
| Jonathan Barbe | mistral (m) | 35e       | 292 punten: (31-33-31-33-35-37-33-33-37-29-34) |
|                |             |           |                                                |
| Endra Ha-Tiff  | mistral (v) | 29e       | 255 punten: (27-29-29-29-30-26-29-29-29-29-28) |
|                |             |           |                                                |
| Allan Julie    | laser       | 28e       | 203 punten: (19-21-44-31-14-26-38-10-22-28-32) |

### Zwemmen
| Olympiër          | Discipline          | Resultaat | Prestatie             |
| ----------------- | ------------------- | --------- | --------------------- |
| Kenny Roberts     | 100m vrije slag (m) | 61e       | serie 3: 7de in 53,40 |
| Benjamin Lo-Pinto | 100m rugslag (m)    | 47e       | serie 1: 2de in 58,90 |

Albanië · Algerije · Amerikaanse Maagdeneilanden · Amerikaans-Samoa · Andorra · Angola · Antigua en Barbuda · Argentinië · Armenië · Aruba · Australië · Azerbeidzjan · Bahama's · Bahrein · Bangladesh · Barbados · België · Belize · Benin · Bermuda · Bhutan · Bolivia · Bosnië en Herzegovina · Botswana · Brazilië · Britse Maagdeneilanden · Brunei · Bulgarije · Burkina Faso · Burundi · Cambodja · Canada · Centraal-Afrikaanse Republiek · Chili · China · Chinees Taipei · Colombia · Comoren · Congo-Brazzaville · Congo-Kinshasa · Cookeilanden · Costa Rica · Cuba · Cyprus · Denemarken · Djibouti · Dominica · Dominicaanse Republiek · Duitsland · Ecuador · Egypte · El Salvador · Equatoriaal-Guinea · Eritrea · Estland · Ethiopië · Fiji · Filipijnen · Finland · Frankrijk · Gabon · Gambia · Georgië · Ghana · Grenada · Griekenland · Groot-Brittannië · Guam · Guatemala · Guinee · Guinee‑Bissau · Guyana · Haïti · Honduras · Hongarije · Hongkong · Ierland · IJsland · India · Indonesië · Irak · Iran · Israël · Italië · Ivoorkust · Jamaica · Japan · Jemen · Joegoslavië · Jordanië · Kaaimaneilanden · Kaapverdië · Kameroen · Kazachstan · Kenia · Kirgizië · Koeweit · Kroatië · Laos · Lesotho · Letland · Libanon · Liberia · Libië · Liechtenstein · Litouwen · Luxemburg · Macedonië · Madagaskar · Malawi · Malediven · Maleisië · Mali · Malta · Marokko · Mauritanië · Mauritius · Mexico · Micronesië · Moldavië · Monaco · Mongolië · Mozambique · Myanmar · Namibië · Nauru · Nederland · Nederlandse Antillen · Nepal · Nicaragua · Nieuw-Zeeland · Niger · Nigeria · Noord-Korea · Noorwegen · Oeganda · Oekraïne · Oezbekistan · Oman · Oostenrijk · Pakistan · Palau · Palestina · Panama · Papoea-Nieuw-Guinea · Paraguay · Peru · Polen · Portugal · Puerto Rico · Qatar · Roemenië · Rusland · Rwanda · Saint Kitts en Nevis · Saint Lucia · Saint Vincent en Grenadines · Salomonseilanden · Samoa · San Marino ·  Sao Tomé en Principe · Saoedi-Arabië · Senegal · Seychellen · Sierra Leone · Singapore · Slovenië · Slowakije · Soedan · Somalië · Spanje · Sri Lanka · Suriname · Swaziland · Syrië · Tadzjikistan · Tanzania · Thailand · Togo · Tonga · Trinidad en Tobago · Tsjaad · Tsjechië · Tunesië · Turkije · Turkmenistan · Uruguay · Vanuatu · Venezuela · Verenigde Arabische Emiraten · Verenigde Staten · Vietnam · Wit-Rusland · Zambia · Zimbabwe · Zuid-Afrika · Zuid-Korea · Zweden · Zwitserland · Individuele olympische atleten